# Naissance en 834
Naissance
- 830
- 831
- 832
- 833
- 834
- 835
- 836
- 837
- 838

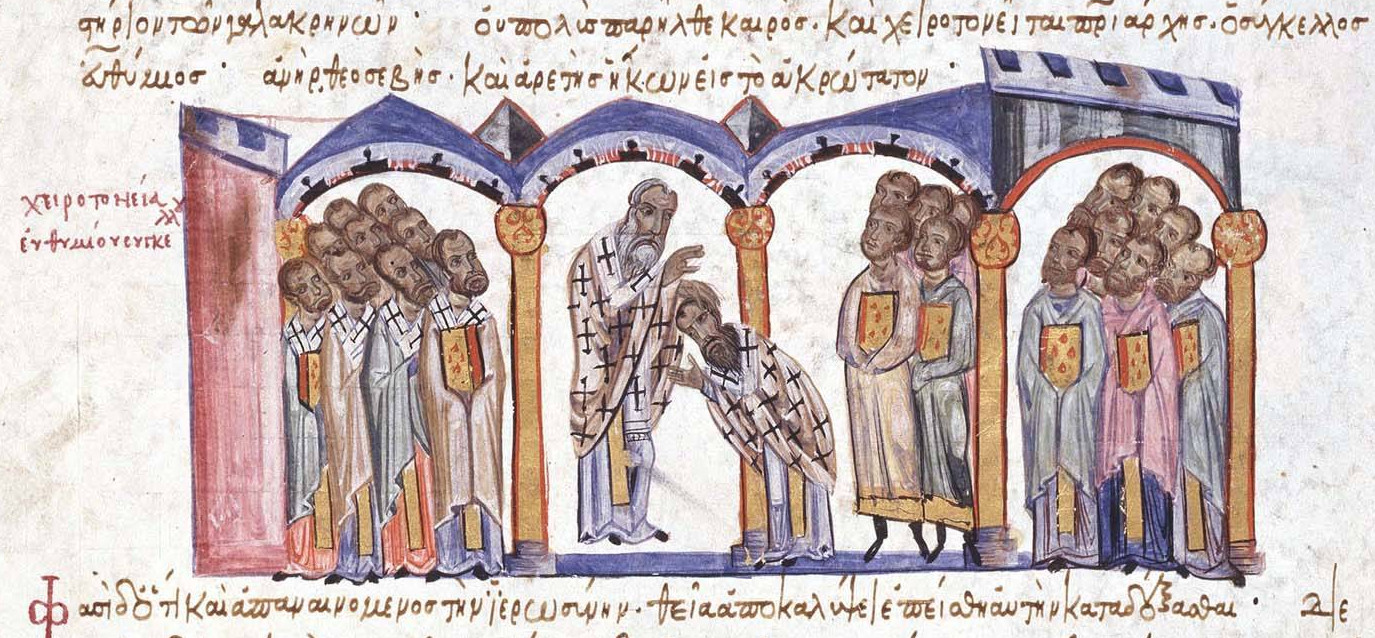
Consécration d'Euthyme Ier de Constantinople, né en 834.

Cette page dresse une liste de personnalités nées au cours de l'année 834 :
- 17 août : Mo Xuanqing (en), le plus jeune Zhuangyuan (en) aux examens impériaux pendant la dynastie Tang.

- Aude la Très-Sage, reine viking.
- Gozlin, évêque de Paris, défenseur de la cité contre les Normands en 885.

date incertaine (vers 834)
- Euthyme Ier de Constantinople, patriarche de Constantinople.
- Lady Shuiqiu (en), femme de Qian Kuan (en), mère de Qian Liu (en).
- Tan Quanbo (en), chef de la préfecture de Qian.

## Crédit d'auteurs
- Cet article est partiellement ou en totalité issu de l'article intitulé « 834 » (voir la liste des auteurs).